# Idaea testacea
Idaea testacea là một loài bướm đêm trong họ Geometridae.